# Czerwony Mnich
Czerwony Mnich (słow. Predná Divá ihla) – niewielka turniczka znajdująca się w masywie Dzikiej Turni, w głównej grani Tatr w słowackiej części Tatr Wysokich. Czerwony Mnich leży w północnej grani Dzikiej Turni i stanowi najbardziej wysunięte na północ wzniesienie w jej masywie. Od Czarnego Mnicha na południu oddziela go wąskie siodło Dzikiej Ławki, a od masywu Świstowego Szczytu na północnym wschodzie oddzielony jest głęboką Dziką Przełęczą. Na wierzchołek Czerwonego Mnicha nie prowadzą żadne znakowane szlaki turystyczne, przez taterników odwiedzany jest najczęściej przy okazji przechodzenia północnej grani Dzikiej Turni.
Pierwsze wejścia turystyczne na wierzchołek Czerwonego Mnicha miały miejsce zapewne podczas pierwszych przejść północnej grani Dzikiej Turni. Pierwszy drogą tą wszedł István Laufer 20 sierpnia 1908 r. Brak danych o pierwszym zimowym wejściu.